# Knihovna Akademie věd České republiky
Knihovna Akademie věd České republiky, či jen Knihovna AV ČR, v. v. i. (jinak též KNAV), je veřejná výzkumná instituce v Praze, součást české Akademie věd. Nachází se na Národní třídě č. 1009/3 v Praze 1-Starém Městě.
Účelem této vědecké knihovny je podpora vědeckého výzkumu jednotlivých pracovišť AV ČR a poskytování „knihovnických, informačních, výpůjčních, reprografických a digitalizačních služeb“.
Na samotné půdě knihovny pak probíhá výzkum v oblasti knihovědy a vědeckých informací.
Existuje zde také sbírka rukopisů a vzácných tisků, například je zde uložena Minuskule 1689, středověký řecký rukopis Nového zákona.